# Alastair Culham
Alastair Culham (1965) is een Britse botanicus.
Hij maakt deel uit van de staf van de School of Biological Sciences van de University of Reading. Hij heeft zich gespecialiseerd in plantentaxonomie, biosystematiek, toepassingen van technieken uit de moleculaire biologie, fytogeografie en fylogenie. Hij richt zich op breed georiënteerd onderzoek binnen de biodiversiteit en de taxonomie.
Een onderzoeksgebied waar Culham zich op richt betreft de effecten van klimaatverandering op de biodiversiteit. Ook richt hij zich op de evolutiebiologie van planten met onderzoeksprojecten betreffende de evolutionaire relaties binnen Pelargonium (een samenwerkingsproject met Mary Gibby van de Royal Botanic Garden Edinburgh), evolutionaire patronen binnen plantengeslachten op eilanden met de nadruk op Echium, de fylogenetische historie van Drosera en een fylogenetische en taxonomische revisie betreffende Actaea en Ranunculaceae tribus Actaeeae (in samenwerking met James Compton) .
Een ander terrein waar Culham zich mee bezighoudt betreffen taxonomische revisies van plantengeslachten die voor de tuinbouw van belang zijn. Bij de taxonomische revisie van Pelargonium heeft hij samengewerkt met Freek T. Bakker van de Wageningen Universiteit en Marry Gibby. Bij een fylogenetische evaluatie van Plectranthus en Coleus heeft hij samengewerkt met Alan Paton van de Royal Botanic Gardens, Kew. Huidige projecten waar Culham zich mee bezighoudt, betreffen een revisie van Cyclamen (in samenwerking met James Compton en The Cyclamen Society) en van Drosera.
Culham houdt zich ook bezig met onderzoek naar het gebruik van moleculaire markers voor de studie van de genetische diversiteit binnen plantenpopulaties ten behoeve van het behoud van bedreigde plantensoorten. Een project waarbij dit wordt toegepast betreft de vaststelling van de genetische diversiteit binnen de toromiro (Sophora toromiro), een endemische plant van Paaseiland. Bij dit project werkte hij samen met Mike Maunder. Ook houdt Culham zich bezig met de ontwikkeling van moleculaire markers voor de identificatie van fytopathogene bodemschimmels uit het geslacht Fusarium. Dit doet hij in samenwerking met collega Roland Fox en Prashant Mishra van de University of California. Ook richt Culham zich op de ontwikkeling van moleculaire markers voor de identificatie van Diospyros in tropisch Afrika.
Naast onderzoek houdt Culham zich bezig met het geven van onderwijs. Hij richt zich hierbij met name op de bescherming van bedreigde planten op soort- en populatieniveau en alle aspecten van plantentaxonomie met de nadruk op de evolutietheorie en moleculaire systematiek.
Culham heeft meer dan zestig artikelen in wetenschappelijke tijdschriften op zijn naam staan. Samen met Vernon Heywood, Richard Kenneth Brummitt en Ole Seberg is Culham de auteur van het standaardwerk Flowering Plant Families of the World. Tevens heeft Culham zitting in de redactie van Botanical Journal of the Linnean Society.

## Selectie van publicaties
- Flowering Plant Families of the World; V.H. Heywood, R.K. Brummit, A. Culham & O. Seberg; Royal Botanic Gardens, Kew (2007); ISBN 1842461656
- 'A phyloclimatic study of Cyclamen' ; Chris Yesson & Alastair Culham; BMC Evolutionary Biology 2006, 6:72; online versie hier
- 'How Global Is the Global Biodiversity Information Facility?'; Chris Yesson, Peter W. Brewer, Tim Sutton, Neil Caithness, Jaspreet S. Pahwa, Mikhaila Burgess, W. Alec Gray, Richard J. White, Andrew C. Jones, Frank A. Bisby & Alastair Culham; in: PLoS ONE. 2007 ;2 (11); online versie hier